# Pennsylvania Academy of the Fine Arts

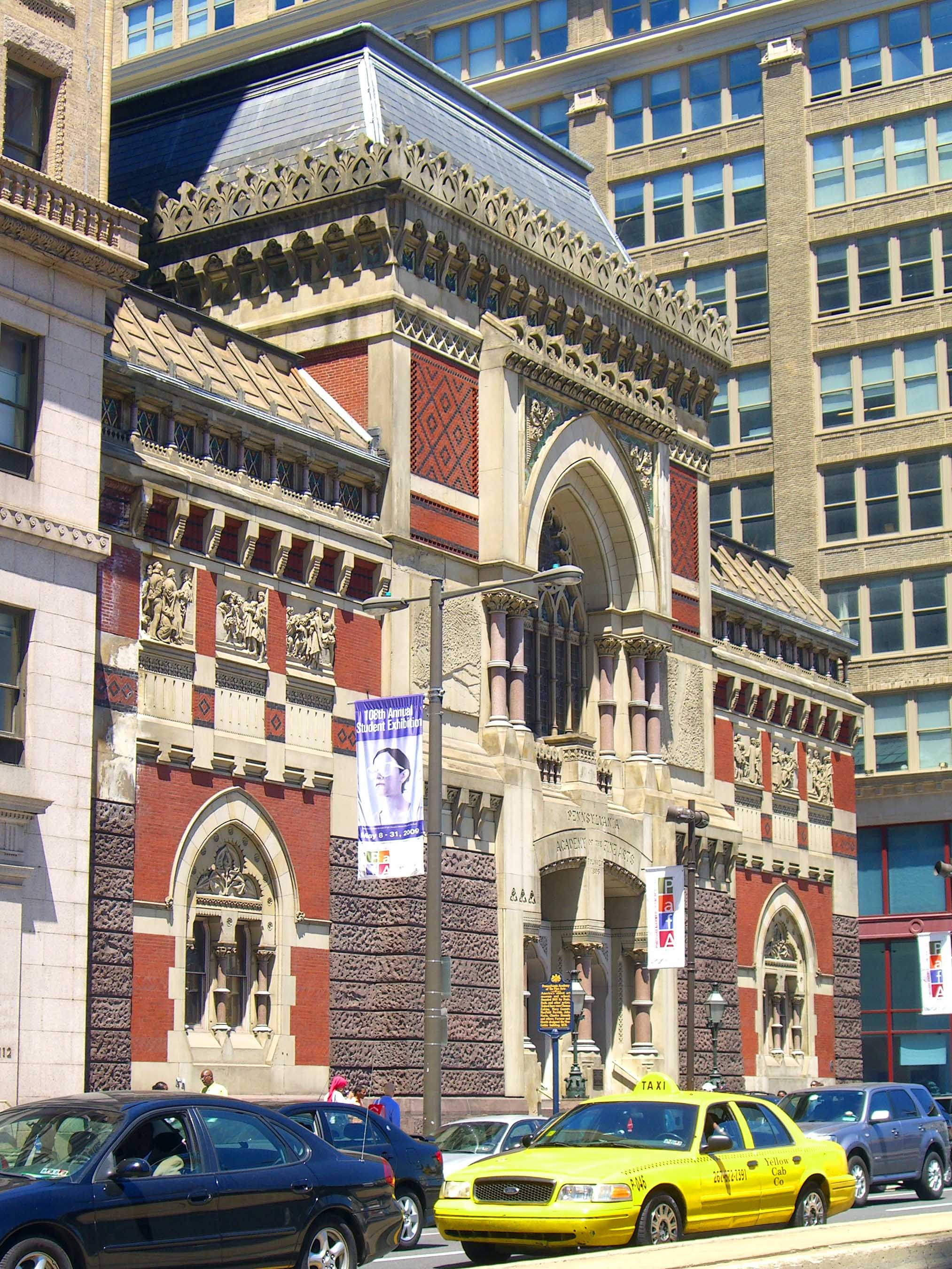
Het Furness-Hewitt-gebouw van de Pennsylvania Academy of the Fine Arts staat genoteerd op het National Register of Historic Places.

De Pennsylvania Academy of the Fine Arts is een gerenommeerde Amerikaanse kunstacademie en museum in Philadelphia (Pennsylvania). De school werd in 1805 opgericht en is daarmee de oudste kunstacademie van het land. Het bijhorende museum staat internationaal bekend om zijn collecties van 19e- en 20e-eeuwse Amerikaanse schilder- en beeldhouwkunst.

## Alumni, hoogleraren en leiders
Enkele bekende alumni en andere personen geassocieerd met de academie zijn:
| - Thomas Pollock Anshutz - Will Barnet - Cecilia Beaux - Alexander Stirling Calder - Mary Cassatt - Colin Campbell Cooper - Ralston Crawford - Jack Delano - Thomas Eakins - A. B. Frost - Frank Furness - William Glackens - Robert Henri - Edward Lamson Henry - Thomas Hill - Thomas Hovenden - David Lynch - George Luks | - Paul Manship - John Marin - Don Martin - Edward Percy Moran - Alfons Mucha - John Neagle - Alice Neel - Violet Oakley - Maxfield Parrish - Charles Willson Peale - Rembrandt Peale - Howard Pyle - William Rush - Everett Shinn - Anna Stanley - John French Sloan - Henry Ossawa Tanner - Benjamin West |